# Подымалово
Подымалово (баш. Подымалово) — деревня в Уфимском районе Республики Башкортостан Российской Федерации. Входит в состав Дмитриевского сельсовета.  Согласно переписи 2020 года население составляло 1635 человек.

## География

### Географическое положение
Расстояние до:
- районного центра (Уфа): 21 км,
- центра сельсовета (Дмитриевка): 9 км,
- ближайшей ж/д станции (Уфа): 21 км.

## История
Основано в в 1786 году. Коренные жители занимались земледелием и скотоводничеством. В 50-х годах 20 века было присоединено  село Гуровка.  В 1906 году в деревне были учтены ветряная мельница, винная и 2 бакалейные лавки, хлебозапасный магазин. с 1957 входила в состав совхоза “Дмитриевский”.
Было использовано в качестве опытной деревни. Предполагалось строительство пищевых производств и крупного сельскохозяйственного предприятия. На данный момент в деревне размещенны заброшенные помещения водоочистной станции и предприятия лазерной резки металла.

## Население
| 2002 | 2009  | 2010  |
| ---- | ----- | ----- |
| 1335 | ↗1454 | ↗1601 |

Национальный состав
Согласно переписи 2002 года, преобладающие национальности — татары (48 %), русские (32 %).

## Религия
В деревне есть мечеть Мирас и православная часовня в честь Пророка Илии.